# El Periódico de la Publicidad
El Periódico de la Publicidad es una revista profesional en formato periódico, que ofrece noticias, análisis y datos sobre la Publicidad, el Marketing y la Comunicación Comercial. Sólo se puede recibir mediante suscripción. El Periódico se edita en papel y se distribuye de forma mensual.
El Periódico de La Publicidad nació como un semanal en formato impreso en 2002, con una misión específica "transmitir toda la actualidad del sector, desde un punto de vista crítico".  Desde el año 2004, además de la revista mensual en formato papel (accesible también en formato digital a través del kiosco online) se edita un diario digital en formato web. Por otra parte para dar mayor difusión a las noticias se envía a diario una newsletter gratuita (sólo para suscriptores), así como un resumen de los spots más vistos y todas las noticias publicadas de la semana. También se comunican las noticias a través de los perfiles en redes sociales Facebook, Twitter, Instagram, Linkedin y Telegram.
Edita de forma especial guías sobre Programática, Mobile y Digital Out of Home (DOOH) y suplementos especiales como Anuario de La Publicidad, Especial Agencias, Especial Agencias Independientes y Especial Consultoras de Comunicación
Además organiza cada mes foros o desayunos de trabajo dedicados a la discusión sobre temas relevantes a la Comunicación y el Marketing tales como:
- Foro de ecommerce
- Foro de Digital ADS
- Foro de Big Data & RGPD
- Foro de Social Media & Influencers
- Foro de Branded Content
- Foro de Digital Out of Home (DOOH)
- Foro de Publicidad Programática
- Foro de Inteligencia Artificial y Voice Marketing
- Foro de Publicidad Nativa
- Foro de Digital Media

También realiza una serie de concursos orientados tanto a profesionales como a estudiantes del sector, Premios de creatividad exterior JCDecaux (JCDecaux), Premios Smart con la buena publicidad (Smart), Non Spot (Antena 3), La Ciudad Se Mueve - Concurso de Creatividad en Autobuses con (EMT y EXTERIOR MEDIA), Premio al Compromiso Social, Concurso Cinespot.
Además de forma anual se entregan los Premios a La Publicidad Programática.